# Rock the Boat (chanson de Bob Sinclar)
Singles par Bob Sinclar
Me Not a Gangsta
(2011) Fuck with You
(2012)
Singles par Pitbull
U Know It Ain't Love
(2011) Name of Love
(2012)
Singles par Fatman Scoop
Umutsuz Vaka
(2011)
Rock the Boat est une chanson du DJ français Bob Sinclar en collaboration vocale avec le rappeur Pitbull, Dragonfly et Fatman Scoop. Le single est extrait de l'album du DJ Disco Crash et sort en décembre 2011 sous le label du DJ Yellow Productions et atteint la 45e place dans le hit-parade français.

## Liste des pistes
Téléchargement digital
1. Rock the Boat (Original Version) – 3:08
2. Rock the Boat (Radio Edit) – 3:08

6 pistes CD single - X Energy Italie - X 12384.12 CDS
1. Rock The Boat (Original Radio Edit) [03:10]
2. Rock The Boat (Original Club Version) [05:06]
3. Rock The Boat (Martin Solveig Remix) [05:42]
4. Rock The Boat (Bassjackers & Yellow Remix) [05:36]
5. Rock The Boat (Ilan Khan Remix) [06:19]
6. Rock The Boat (Cutee B Remix) [05:49]

## Crédits et personnel
- Bob Sinclar – Producteur, synthétiseur, arrangeur, instrument, enregistrement et mix
- Armando C. Perez – Vocal, auteur-compositeur
- Christophe Le Friant - auteur-compositeur
- Kinda Kee Hamid - auteur-compositeur
- Maurizio Zoffoli - auteur-compositeur
- David A. Stewart - auteur-compositeur
- Annie Lennox - auteur-compositeur

## Classement et certifications
| Classement (2011-2012)                  | Meilleure position |
| --------------------------------------- | ------------------ |
| Allemagne (Media Control AG)            | 45                 |
| Australie (ARIA)                        | 39                 |
| Autriche (Ö3 Austria Top 40)            | 51                 |
| Belgique (Flandre Ultratop 50 Singles)  | 15                 |
| Belgique (Wallonie Ultratop 50 Singles) | 15                 |
| Canada (Hot 100)                        | 99                 |
| France (SNEP)                           | 22                 |
| France (Club 40)                        | 3                  |
| Hongrie (Rádiós Top 40)                 | 34                 |
| Pays-Bas (Nederlandse Top 40)           | 96                 |
| Suisse (Schweizer Hitparade)            | 20                 |
| Roumanie (Top 100)                      | 45                 |

| Pays          | Certifications | Ventes |
| ------------- | -------------- | ------ |
| Italie (FIMI) | Or             | 15 000 |